# ربض (برغنسة)
رَبَض هي رعية مدنية في بلدية بَرغنسة في البرتغال. بلغ عدد السكان في عام 2011 م 171 ،  في مساحة 23.37 كيلومتر مربع. 